# Segelfluggelände Quakenbrück

i7
i11
i13
Das Segelfluggelände Quakenbrück ist ein Flugplatz in der Nähe von Quakenbrück, der zur Zeit des Dritten Reiches und in den ersten Nachkriegsjahren als Militärflugplatz genutzt wurde. Heute wird hier Luftsport betrieben. Der Segelflugplatz liegt am südwestlichen Rand von Quakenbrück. Markant sind die großen Fabrikhallen der ehemaligen Kynast-Werke in der Quakenbrücker Neustadt, direkt nördlich des Platzes. Östlich der Landebahn liegen zwei Seen und nordöstlich ein Fernsehturm.

## Geschichte

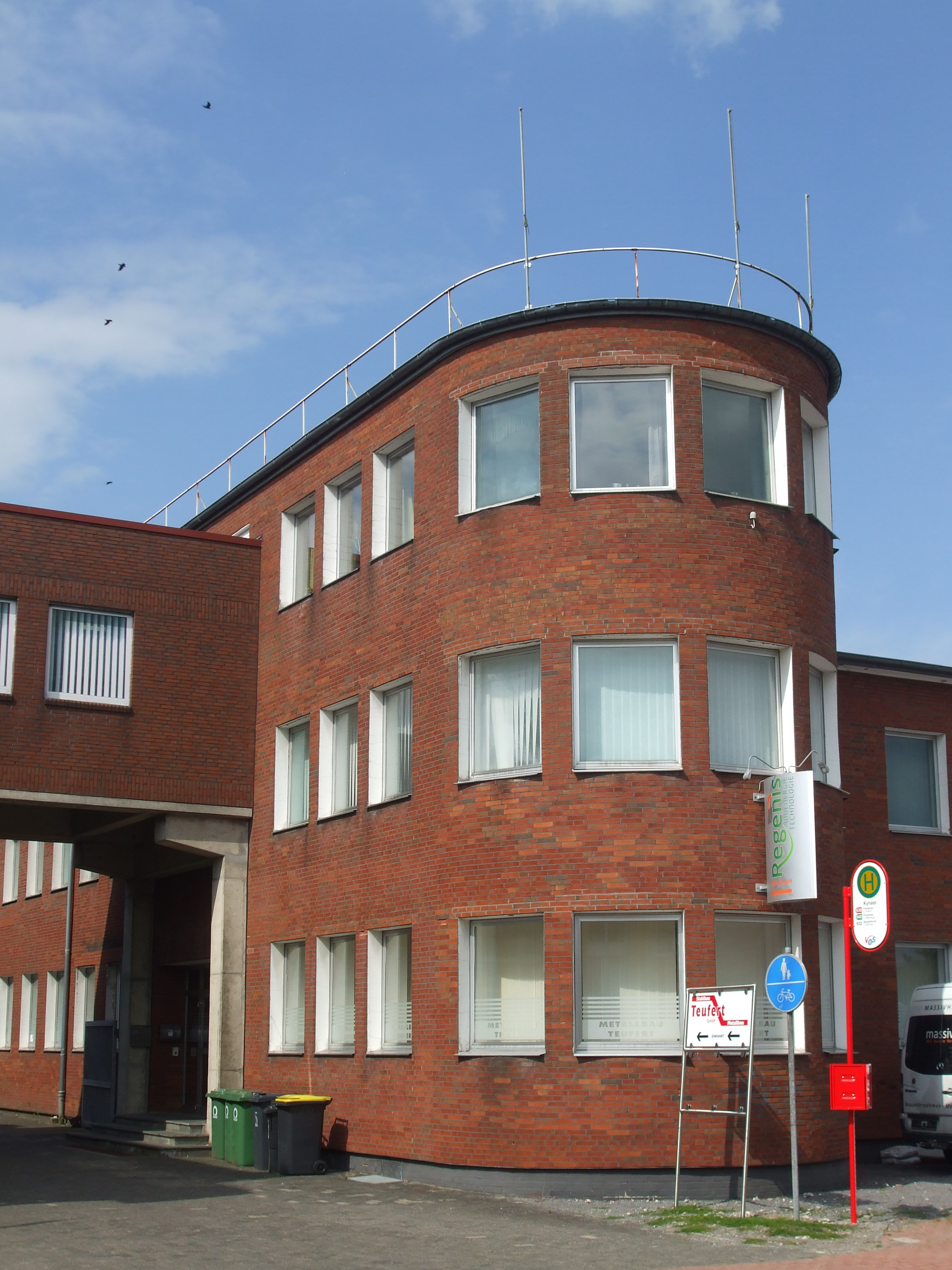
Frühere Flugleitung des Fliegerhorstes Quakenbrück, 2012

Quakenbrück wurde mit der Eröffnung des Fliegerhorstes 1937 Garnisonsstadt. Die folgende Tabelle zeigt eine Auflistung ausgesuchter fliegender aktiver Einheiten (ohne Schul- und Ergänzungsverbände) der Luftwaffe der Wehrmacht, die hier zwischen 1939 und 1945 stationiert waren.
| Von            | Bis            | Einheit                                                   | Ausrüstung           |
| -------------- | -------------- | --------------------------------------------------------- | -------------------- |
| November 1939  | Februar 1940   | Stab, I./KG 4 (Stab und I. Gruppe des Kampfgeschwaders 4) | Heinkel He 111P      |
| Februar 1940   | Juli 1940      | Stab, I./KG 54                                            | Heinkel He 111P      |
| Mai 1940       | Juni 1940      | III./KG 27                                                | Heinkel He 111P      |
| September 1944 | September 1944 | I./KG 6                                                   | Junkers Ju 188A-2    |
| Dezember 1944  | Januar 1945    | II./JG 6 (II. Gruppe des Jagdgeschwaders 6)               | Focke-Wulf Fw 190A-8 |

### Bis 1945
Bereits in den 1920er Jahren wurde südwestlich des Quakenbrücker Bahnhofs für den zivilen Luftverkehr ein Notlandeplatz eingerichtet. Im Jahre 1926 fand ein erster Flugtag statt. Schließlich folgte 1928 der der Ausbau des Geländes durch den „Artländer Verein für Luftfahrt“ zu einem regulären Flugplatz mit Flugzeughalle. Das Gebiet mit dem Namen Merschland umfasste rund 250 ha feuchten Weidelandes.
Nach der Machtergreifung der Nationalsozialisten 1933 wurde im Rahmen der allgemeinen Wiederaufrüstung der Ausbau des Luftfahrtwesens von der Regierung forciert. Nachdem am 8. März 1935 die Enttarnung der Luftwaffe bekanntgegeben worden war, begannen schließlich die Bauarbeiten zur Errichtung des Fliegerhorstes. Innerhalb kürzester Zeit konnten große Fortschritte bei der Errichtung gemacht werden. Dafür wurde teilweise auch nachts und am Sonntag gearbeitet.
Der erste Bauabschnitt lief bis Mitte 1936. In dieser kurzen Zeit konnten die Kommandantur, Flugleitung, Flugzeughallen, Werft, technischer Bereich, Versorgungsanlagen und die ersten Unterkunftsgebäude errichtet werden. Das eigentliche Flugfeld ist ebenfalls ausgebaut worden. Im direkt anschließenden zweiten Bauabschnitt folgten bis 1937 diverse weitere Unterkünfte, die Hauptwache, Fernschreibstelle sowie Krankenrevier und Offizierskasino. Auch entstand in diesem Bauabschnitt der langgestreckte Unterkunftskomplex H 23 – H 25, in dessen Mitte eine offene Ehrenhalle angelegt wurde. Die Halle und der davor befindliche Platz nutzte die Wehrmacht für Verteidigungen und Apelle im seinerzeit üblichen pompösen Stil.
Der dritte und letzte Bauabschnitt dauerte bis 1938. Nun wurden Restarbeiten an vorhandenen Bauten durchgeführt. Außerdem sind zwei weitere Flugzeughallen, die vier letzten Unterkunftsgebäude sowie Munitionsbunker errichtet worden.
Als erster fliegender Verband bezog die Flugzeugführerschule A/B 82 im Jahre 1937 den neuen Fliegerhorst. Der östliche Unterkunftsbereich wurde vom Ausbildungsverband genutzt, im Westbereich kamen fliegende Einheiten unter. Der Flugplatz erhielt im Krieg den Tarnnamen „Quadrat“. Anfang 1940 wurde die Flugschule nach Cottbus verlegt. Danach wurden verschiedene Kampfgeschwader in Quakenbrück stationiert, ausgerüstet mit Bombern der Typen Heinkel He 111 und Junkers Ju 88. Im weiteren Kriegsverlauf folgten vermehrt Jagd- und Nachtjagdverbände zur Abwehr der alliierten Bomberflotten.
Besondere Bedeutung erhielt Quakenbrück durch die große Flugzeugwerft, in der umfangreiche Kapazitäten zur Reparatur beschädigter Einsatzmaschinen zur Verfügung standen. So kamen Flugzeuge aus Achmer, Hesepe, Vörden, Plantlünne, und Varrelbusch hierher in die Werft. Allerdings wurde Anfang 1943 der Großteil des Werftbetriebes nach Südfrankreich verlegt. Den Alliierten waren der Fliegerhorst und seine Bedeutung natürlich bekannt. Sie führten diverse Luftangriffe auf die Anlage durch. Beim schwersten Angriff, am Karsamstag 1944, wurden zahlreiche Gebäude beschädigt oder völlig zerstört.
Kurz vor Kriegsende räumte die Luftwaffe den Fliegerhorst. Am 11. April 1945 besetzten Truppen der britischen Armee den Flugplatz und beendeten den Zweiten Weltkrieg für Quakenbrück.

### Ab 1945
Die Briten überließen den polnischen Streitkräften den Fliegerhorst, welche hier bis 1947 stationiert blieben. Am 1. Oktober des Jahres gab die Militärregierung die Gebäude wieder frei. 1948 begann die Entmilitarisierung der Anlage. Die Unterkünfte konnten als Wohnraum weiterverwendet werden. In verschiedenen Funktionsgebäuden siedelten sich Betriebe an, darunter die Fahrradfabrik Kynast und der Matratzenhersteller Schlaraffia. Das ehemalige Krankenrevier wurde zum zivilen Krankenhaus und dehnte sich über weitere Bauten aus. Später entstanden zusätzliche moderne Gebäude. Zeitweilig war in ehemaligen Kasernenblocks eine Schule der Bundespost untergebracht.
Ende der 1950er Jahre führte die neu aufgestellte Bundeswehr Untersuchungen durch, den früheren Fliegerhorst wieder als Flugplatz zu übernehmen, diesmal für einen Verband der Heeresflieger. Es kam jedoch nicht dazu. Lediglich ein Teilbereich im Osten des Geländes wurde zu einem Depot ausgebaut. Hier befindet sich bis heute das Sanitätshauptdepot Quakenbrück des inzwischen aufgelösten Territorialkommandos Nord.
Auf dem Gelände des früheren Flugbetriebsbereiches und Teilen des Flugfeldes wurden im Laufe der Jahre zahlreiche neue Wohnhäuser errichtet, der Stadtteil Neustadt entstand. Ein Teil des früheren Flugfeldes wird heute wieder für die Luftfahrt genutzt. Der Luftsportverein Quakenbrück hat hier sein Domizil.

### Heutiger Zustand
Viele Gebäude des ehemaligen Fliegerhorstes sind heute noch vorhanden. Allerdings sind im Flugbetriebsbereich die meisten Bauten abgerissen worden.

### Zugangsmöglichkeiten
Der größte Teil des früheren Fliegerhorstes Quakenbrück ist frei zugänglich, natürlich mit Ausnahme der Privatgrundstücke.

## Flugbetrieb
Das Segelfluggelände ist mit einer 600 m langen und 30 m breiten Start- und Landebahn aus Gras (Richtung 10/28) ausgestattet. Es besitzt eine Betriebszulassung für:
- Segelflugzeuge,
- Motorsegler,
- Luftfahrzeuge bis 2000 kg maximales Abfluggewicht, soweit sie bestimmungsgemäß zum Schleppen von Segelflugzeugen oder Motorseglern Verwendung finden,
- Freiballone und
- Flugmodelle mit und ohne Verbrennungsmotor, die nicht der Zulassungspflicht gemäß §6 LuftVZO unterliegen.

Als Startarten sind Eigenstart, Flugzeugschleppstart und Windenstart zugelassen. Die Länge der Seilauslegestrecke für Windenstarts nach Osten beträgt 1026 m und für Windenstarts nach Westen 947 m. Der Halter und Betreiber des Segelfluggeländes ist der Luftsportverein Quakenbrück e. V. Das Segelfluggelände dient der Nutzung durch den Betreiber des Segelfluggeländes. Andere Flüge bedürfen der vorherigen Genehmigung des Betreibers (PPR).

## Flugzeuge
- Alexander Schleicher Ka 8 D-6861

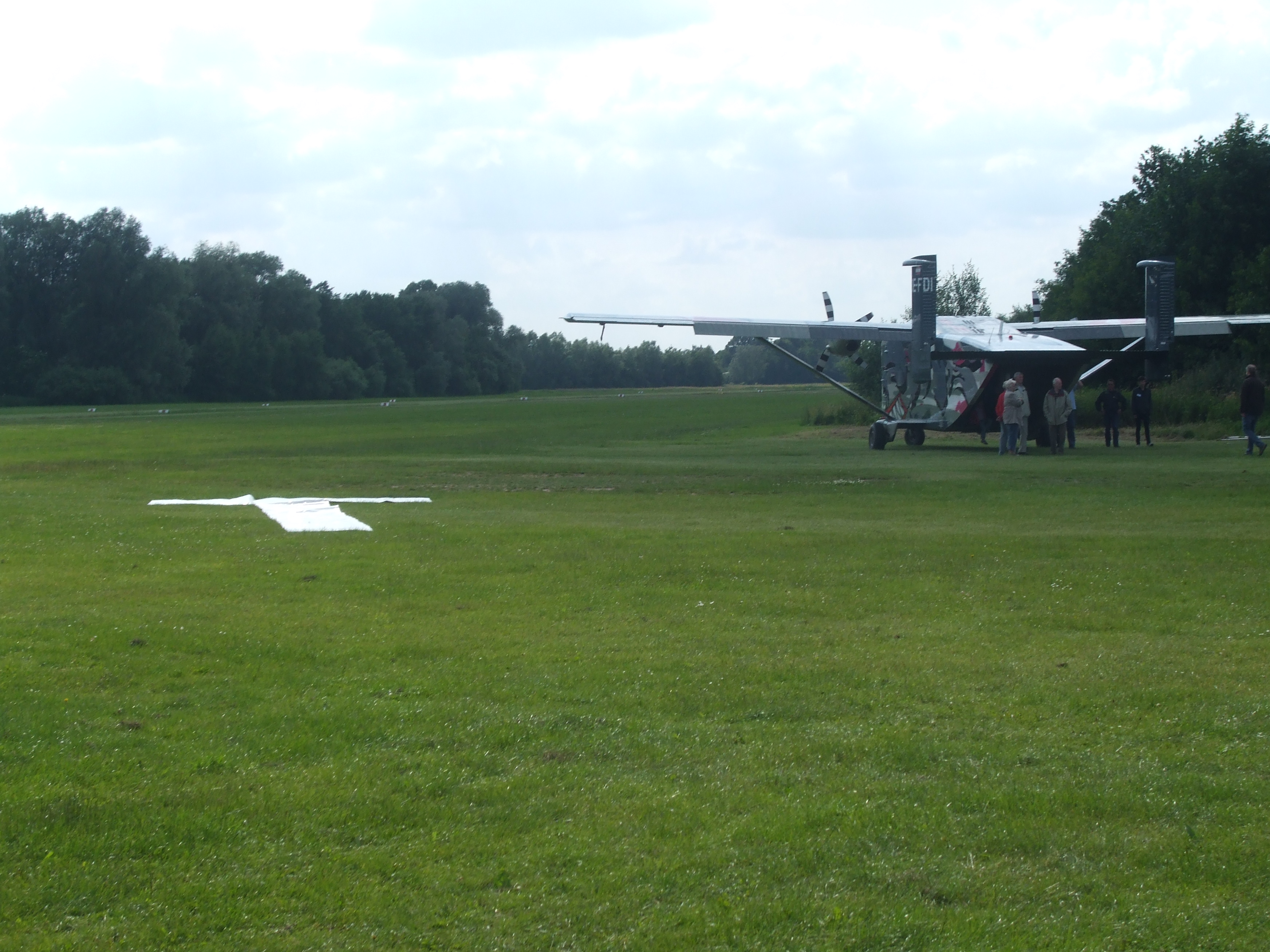
Skyvan, Segelflugplatz Quakenbrück, 2012

- Alexander Schleicher ASW 15 D-8655
- Alexander Schleicher ASK 21 D-8910
- FK-Lightplanes FK 9 ELA D-MESN
- Grob Flugzeugbau Astir CS D-7291

## Zwischenfälle
- Am 5. Juli 2009 wurde eine Alexander Schleicher ASW19 auf dem Flugplatz Quakenbrück von mehreren Personen für den Flugbetrieb aufgerüstet. Nach Aussage des Piloten wurde danach eine Ruderkontrolle durchgeführt. Gegen 12:20 Uhr startete das Segelflugzeug im Windenstart. Während des Anrollens nahm der Pilot ein klapperndes Geräusch aus dem hinteren Teil des Rumpfes wahr. Kurze Zeit später bemerkte er, dass keine Höhenruderfunktion gegeben war, und teilte dies über Funk der Startstelle mit. Nach Erreichen einer Höhe von ca. 300 m fiel das Schleppseil aus der Schleppkupplung und das Segelflugzeug ging in einen Horizontalflug über. Der Pilot warf die Kabinenhaube ab und verließ das Flugzeug im Notabsprung. Unverletzt gelangte er am Rettungsfallschirm zu Boden. Nachdem der Pilot das Segelflugzeug verlassen hatte, geriet es ins Rückentrudeln, stürzte anschließend in ein Kornfeld und wurde dabei zerstört.[4]
- Am 4. August 2012 um 19:13 Uhr startete eine Flugschülerin in einer Schleicher ASK 13 zu ihrem ersten Alleinflug an der Winde. Nach Zeugenaussagen verlief der Windenstart ohne Auffälligkeiten. Das Schleppseil wurde in ca. 300 m ausgeklinkt. Der Querabflug sei ebenfalls unauffällig gewesen. Im Gegenanflug wurde beobachtet, wie das Segelflugzeug eine oszillierende Flugbahn einnahm. Der Fluglehrer gab an, dass er die Flugschülerin über Funk angesprochen und Korrekturen zur Steuerung gegeben habe. Die Flugbahn wurde als Pumpbewegung um die Querachse beschrieben, aus der das Segelflugzeug schließlich nahezu senkrecht aufstieg und dann über die Tragfläche abkippte. Zeugen sahen das Segelflugzeug zwischen den Häusern einer Wohnsiedlung verschwinden. Anschließend haben sie ein Aufprallgeräusch wahrgenommen. Die Flugschülerin wurde tödlich verletzt, das Segelflugzeug zerstört.